# سلطنة فاليمبانغ
سلطنة فاليمبانغ (بالإندونيسية: Kesultanan Palembang)‏ سلطنة إسلامية سابقة قامت في جنوب جزيرة سومطرة بأرخبيل الملايو. تم تأسيسها كسلطنة مستقلة على يد السلطان سونن عبد الرحمن سنة 1659 بعد أن كانت مملكة تابعة لسلطنة ماتارام واستمرت إلى أن تم حلّها بواسطة الحكومة الاستعمارية الهولندية سنة 1823. كانت لهذه السلطنة قوة اقتصادية في منطقة جنوب شرق آسيا بسبب موقعها الاستراتيجي، كما أنها أصبحت مركزا لنشر الدعوة والتعاليم الإسلامية. ومن أبرز سلاطينها السلطان محمود بدر الدين الثاني الذي خاض سلسلة من المعارك ضد القوى الاستعمارية البريطانية والهولندية.